# Brani musicali di Zucchero Fornaciari
Questa pagina elenca tutti i brani musicali di Zucchero Fornaciari.
| Titolo                                                                                     | Anno | Incisione                                             | Autore/i del testo                                                            | Autore/i della musica                                       | Note |
| ------------------------------------------------------------------------------------------ | ---- | ----------------------------------------------------- | ----------------------------------------------------------------------------- | ----------------------------------------------------------- | --- |
| 13 buone ragioni                                                                           | 2016 | Black Cat                                             | Zucchero                                                                      | Zucchero                                                    | |
| (Temporaneamente) Per sempre tuo                                                           | 1998 | Bluesugar                                             | Zucchero                                                                      | Zucchero                                                    | |
| A Wonderful World                                                                          | 1989 | Oro, incenso e birra                                  | Zucchero                                                                      | Zucchero                                                    | |
| A Wonderful World                                                                          | 1990 | Zucchero                                              | Zucchero, F. Musker                                                           | Zucchero                                                    | versione inglese del brano omonimo, con Eric Clapton                                                            |
| Acquarello                                                                                 | 2024 | Discover II                                           | Guido Morra                                                                   | Vinícius de Moraes, Maurizio Fabrizio, Toquinho             | cover |
| Agnese                                                                                     | 2024 | Discover II                                           | Ivan Graziani                                                                 | Ivan Graziani                                               | cover |
| Ahum                                                                                       | 2001 | Shake                                                 | Zucchero                                                                      | Zucchero, Robyx                                             | |
| Ali d'oro                                                                                  | 2001 | Shake                                                 | Zucchero                                                                      | Zucchero, Luciano Luisi                                     | con John Lee Hooker                                                                                             |
| Alla fine                                                                                  | 2010 | Chocabeck                                             | Zucchero                                                                      | Zucchero                                                    | |
| Alleluja                                                                                   | 1995 | Spirito DiVino                                        | Jovanotti                                                                     | Zucchero                                                    | |
| Alleluja                                                                                   | 1995 | Spirito DiVino                                        | Jovanotti, M. Addison                                                         | Zucchero                                                    | versione inglese del brano omonimo                                                                              |
| Allora canto                                                                               | 2017 | Wanted (The Best Collection)                          | Zucchero                                                                      | Zucchero                                                    | |
| Amen                                                                                       | 2007 | All the Best                                          | Zucchero                                                                      | L. Lawley, N.B. Chinn, M.D. Chapman, J.P. Pennington        | cover in italiano di How Could This Go Wrong                                                                    |
| Amore Adesso! (No Time for Love Like Now)                                                  | 2021 | Discover                                              | Zucchero, Michael Stipe                                                       | Aaron Dessner                                               | cover in italiano di No Time for Love Like Now                                                                  |
| Amor che muovi il Sole                                                                     | 2024 | Discover II                                           | Zucchero                                                                      | Brandon Flowers                                             | cover in italiano di My Own Soul's Warning                                                                      |
| Anna Solatia                                                                               | 1992 | Miserere                                              | Zucchero                                                                      | Zucchero                                                    | |
| Anytime                                                                                    | 1991 | Live at the Kremlin                                   | F. Musker                                                                     | Zucchero                                                    | |
| Arcord                                                                                     | 1998 | Bluesugar                                             | Zucchero                                                                      | Zucchero                                                    | |
| Aromas perdidos                                                                            | 2001 | Shake                                                 | Zucchero, Francesco De Gregori, Nuria & Raquel Diaz                           | Zucchero, Luciano Luisi                                     | versione spagnola di Tobia                                                                                      |
| Asi celeste                                                                                | 1995 | Spirito DiVino                                        | Zucchero, F. Pàez                                                             | Zucchero                                                    | versione spagnola di Così celeste, anche con Sergio Dalma                                                       |
| Astro del ciel (Silent Night)                                                              | 2021 | Discover                                              | Angelo Meli, Zucchero                                                         | Franz Xaver Gruber                                          | cover di Astro del ciel, da Stille Nacht, heilige Nacht                                                         |
| Ave Maria no morro                                                                         | 2012 | La sesión cubana                                      | Herivelto Martins, Manuel Salina                                              | Herivelto Martins, Manuel Salina                            | cover, con Djavan                                                                                               |
| Bacco perbacco                                                                             | 2006 | Fly                                                   | Zucchero                                                                      | Zucchero, Robyx                                             | |
| Back 2 U                                                                                   | 1998 | Bluesugar                                             | Zucchero, A. Cogliati                                                         | Zucchero, G. Fare, L. Tonet                                 | |
| Badaboom (bel paese)                                                                       | 2019 | D.O.C.                                                | Zucchero                                                                      | Zucchero                                                    | |
| Baila                                                                                      | 2001 | Shake                                                 | Zucchero, Robyx                                                               | Zucchero, Robyx                                             | |
| Baila morena                                                                               | 2001 | Shake                                                 | Zucchero, Robyx, Nuria & Raquel Diaz                                          | Zucchero, Robyx                                             | versione spagnola di Baila, anche con i Maná                                                                    |
| Baila (Sexy Thing)                                                                         | 2001 | Shake                                                 | Zucchero, Robyx, S. E. Davis                                                  | Zucchero, Robyx                                             | versione inglese di Baila                                                                                       |
| Bambino io, bambino tu (Legenda)                                                           | 1987 | Blue's                                                | Zucchero, Gino Paoli                                                          | Zucchero, C. Poggiani, R. Jones                             | |
| Bell'amore mio                                                                             | 2001 | Shake                                                 | Zucchero, Pasquale Panella, S. E. Davis                                       | Zucchero                                                    | versione inglese di Dindondio                                                                                   |
| Blu                                                                                        | 1998 | Bluesugar                                             | Zucchero, Pasquale Panella                                                    | Zucchero                                                    | |
| Blue                                                                                       | 1998 | Bluesugar                                             | Bono                                                                          | Zucchero                                                    | versione inglese di Blu                                                                                         |
| Blu (Lo Que Sueño)                                                                         | 1998 | Bluesugar                                             | Zucchero, Rosana                                                              | Zucchero                                                    | versione spagnola di Blu, con Rosana                                                                            |
| Brick                                                                                      | 1992 | Miserere                                              | Zucchero, F. Musker                                                           | Zucchero                                                    | versione inglese de Il pelo nell'uovo                                                                           |
| Canzone triste (Canzone d'amore)                                                           | 1986 | Rispetto                                              | Zucchero                                                                      | Zucchero                                                    | |
| Canta la vita (Let Your Love Be Known)                                                     | 2021 | Discover                                              | Zucchero, Bono                                                                | Bono                                                        | cover in italiano di Let Your Love Be Known, con Bono                                                           |
| Che destino sei                                                                            | 1983 | Un po' di Zucchero                                    | Zucchero, Luigi Albertelli                                                    | Zucchero                                                    | |
| Chicas                                                                                     | 1994 | Diamante                                              | Alberto Salerno, F. Pàez                                                      | Zucchero                                                    | versione spagnola di Donne                                                                                      |
| Ci si arrende                                                                              | 2016 | Black Cat                                             | Zucchero                                                                      | Zucchero                                                    | |
| Chocabeck                                                                                  | 2010 | Chocabeck                                             | Zucchero, Pasquale Panella                                                    | Zucchero                                                    | |
| Come Back the Sun                                                                          | 1992 | Miserere                                              | Zucchero, P. Buchanan                                                         | Zucchero                                                    | versione inglese di Ridammi il sole                                                                             |
| Come il sole all'improvviso                                                                | 1986 | Rispetto                                              | Gino Paoli                                                                    | Zucchero                                                    | anche live con Randy Crawford                                                                                   |
| Come in Love                                                                               | 1995 | Spirito DiVino                                        | Zucchero, Alberto Salerno, P. MacDonald                                       | Zucchero                                                    | versione inglese di Senza rimorso                                                                               |
| Come l'aria                                                                                | 1983 | Un po' di Zucchero                                    | Zucchero, Luigi Albertelli                                                    | Zucchero                                                    | |
| Con le mani                                                                                | 1987 | Blue's                                                | Gino Paoli                                                                    | Zucchero                                                    | |
| Con te partirò                                                                             | 2021 | Discover                                              | Lucio Quarantotto                                                             | Francesco Sartori                                           | cover |
| Cose che già sai                                                                           | 2019 | D.O.C.                                                | Zucchero                                                                      | Zucchero, Frida Sundemo                                     | con Frida Sundemo                                                                                               |
| Così celeste                                                                               | 1995 | Spirito DiVino                                        | Zucchero                                                                      | Zucchero                                                    | anche con Cheb Mami                                                                                             |
| Cuba libre                                                                                 | 2006 | Fly                                                   | Zucchero                                                                      | Zucchero                                                    | |
| Cuba libre (Mi amor)                                                                       | 2006 | Fly                                                   | Zucchero, C. Tarque                                                           | Zucchero                                                    | versione spagnola di Cuba libre                                                                                 |
| Dame mi sol                                                                                | 1994 | Diamante                                              | Zucchero, F. Pàez                                                             | Zucchero                                                    | versione spagnola di Ridammi il sole                                                                            |
| Datemi una pompa                                                                           | 1995 | Spirito DiVino                                        | Zucchero                                                                      | Zucchero                                                    | |
| Devil in My Mirror                                                                         | 2010 | Chocabeck                                             | J. Irvin Dally                                                                | Zucchero, Mimmo Cavallo                                     | versione inglese di Vedo nero                                                                                   |
| Diamante                                                                                   | 1989 | Oro, incenso e birra                                  | Francesco De Gregori                                                          | Zucchero, Mino Vergnaghi, M. Saggese                        | |
| Diamante                                                                                   | 1990 | Zucchero                                              | Francesco De Gregori, F. Musker                                               | Zucchero, Mino Vergnaghi, M. Saggese                        | versione inglese del brano omonimo, anche con Randy Crawford                                                    |
| Diamante                                                                                   | 1994 | Diamante                                              | Francesco De Gregori, F. Pàez                                                 | Zucchero, Mino Vergnaghi, M. Saggese                        | versione spagnola del brano omonimo                                                                             |
| Diavolo in me                                                                              | 1989 | Oro, incenso e birra                                  | Zucchero                                                                      | Zucchero                                                    | |
| Dindondio                                                                                  | 2001 | Shake                                                 | Zucchero, Pasquale Panella                                                    | Zucchero                                                    | |
| Donkey Tonkey                                                                              | 1998 | Bluesugar                                             | Zucchero                                                                      | Zucchero                                                    | |
| Donne                                                                                      | 1985 | Zucchero & The Randy Jackson Band                     | Alberto Salerno                                                               | Zucchero                                                    | |
| Don't Cry Angelina                                                                         | 2020 | D.O.C. Deluxe                                         | Zucchero                                                                      | Zucchero                                                    | |
| Don't Let it Be Gone                                                                       | 2019 | D.O.C.                                                | Zucchero, Frida Sundemo                                                       | Zucchero, Frida Sundemo, Joel Humlén                        | versione inglese di Cose che già sai, con Frida Sundemo                                                         |
| Dopo di noi                                                                                | 1998 | Bluesugar                                             | Zucchero                                                                      | Zucchero                                                    | |
| Dune Mosse                                                                                 | 1987 | Blue's                                                | M. Figliè                                                                     | Zucchero                                                    | anche con Miles Davis                                                                                           |
| Dune Mosse (Instrumental)                                                                  | 1987 | Blue's                                                | –                                                                             | Zucchero                                                    | versione strumentale del brano omonimo                                                                          |
| Dunes of Mercy                                                                             | 1990 | Zucchero                                              | M. Figliè, F. Musker                                                          | Zucchero                                                    | versione inglese di Dune Mosse                                                                                  |
| Eccetera eccetera                                                                          | 1998 | Bluesugar                                             | Pasquale Panella                                                              | Zucchero                                                    | |
| È delicato                                                                                 | 2006 | Fly                                                   | Zucchero, Ivano Fossati                                                       | Zucchero, E. Mattei, A. Chiesa                              | |
| E di grazia plena                                                                          | 2006 | Fly                                                   | Zucchero                                                                      | Zucchero                                                    | |
| El gran Baboomba                                                                           | 2004 | Zu & Co.                                              | Zucchero, E. Rennals, Nuria & Raquel Diaz                                     | Zucchero, Mousse T                                          | versione spagnola de Il grande Baboomba, con Mousse T                                                           |
| Eligime                                                                                    | 1994 | Diamante                                              | Zucchero, F. Pàez                                                             | Zucchero                                                    | versione spagnola di Hai scelto me                                                                              |
| El vuelo                                                                                   | 1995 | Spirito DiVino                                        | Zucchero, F. Pàez                                                             | Zucchero                                                    | versione spagnola de Il volo                                                                                    |
| È un peccato morir                                                                         | 2010 | Chocabeck                                             | Zucchero, Pasquale Panella                                                    | Zucchero                                                    | |
| El diablo en mi                                                                            | 1994 | Diamante                                              | Zucchero, F. Pàez                                                             | Zucchero                                                    | versione spagnola di Diavolo in me                                                                              |
| Eppure non t'amo                                                                           | 1996 | The Best of Zucchero Sugar Fornaciari's Greatest Hits | Zucchero                                                                      | Zucchero                                                    | |
| Everybody's Got to Learn Sometime                                                          | 2004 | Zu & Co.                                              | J. Warren                                                                     | J. Warren                                                   | cover, con Vanessa Carlton & Haylie Ecker                                                                       |
| Everybody's Got to Learn Sometime                                                          | 2021 | Discover                                              | J. Warren                                                                     | J. Warren                                                   | cover, con Ben Zucker                                                                                           |
| Facile                                                                                     | 2020 | D.O.C. Deluxe                                         | Zucchero, Robyx                                                               | Zucchero, Robyx                                             | |
| Fatti di sogni                                                                             | 2016 | Black Cat                                             | Zucchero                                                                      | Zucchero                                                    | |
| Feels Like a Woman                                                                         | 1995 | Spirito DiVino                                        | Francesco De Gregori, T. Clark                                                | Zucchero                                                    | versione inglese di Pane e sale                                                                                 |
| Fiore di maggio                                                                            | 2021 | Discover                                              | Fabio Concato                                                                 | Fabio Concato                                               | cover |
| Flying Away                                                                                | 2006 | Fly                                                   | Zucchero, Tonio K                                                             | Zucchero                                                    | versione inglese di Occhi                                                                                       |
| Follow You Follow Me                                                                       | 2021 | Discover                                              | Genesis                                                                       | Genesis                                                     | cover di Follow You Follow Me                                                                                   |
| Freedom                                                                                    | 2019 | D.O.C.                                                | Zucchero                                                                      | Rag'n'Bone Man, Steve Robson, Martin Brammer                | |
| Fuoco nel mattino                                                                          | 1983 | Un po' di Zucchero                                    | Zucchero                                                                      | Zucchero                                                    | |
| Glory                                                                                      | 2010 | Chocabeck                                             | Brendan O'Brien, T. Douglas                                                   | Zucchero                                                    | versione inglese di È un peccato morir                                                                          |
| God Bless the Child                                                                        | 2010 | Chocabeck                                             | C. Jankel, Roland Orzabal, H. Derek                                           | Zucchero                                                    | |
| Gone Fishing                                                                               | 1992 | Miserere                                              | Zucchero, G. Lyon                                                             | Zucchero                                                    | versione inglese de I frati (ovvero l'osteria della felicità)                                                   |
| Gotta Feeling                                                                              | 2010 | Chocabeck                                             | Brendan O'Brien, T. Douglas                                                   | Zucchero                                                    | versione inglese di Un uovo sodo                                                                                |
| Guantanamera                                                                               | 2012 | La sesión cubana                                      | anonimo cubano                                                                | anonimo cubano                                              | cover, con Bebe                                                                                                 |
| Guantanamera (Guajira)                                                                     | 2012 | La sesión cubana                                      | Zucchero                                                                      | anonimo cubano                                              | cover in italiano di Guantanamera                                                                               |
| Hai scelto me                                                                              | 1987 | Blue's                                                | Zucchero                                                                      | Zucchero                                                    | |
| Hasta el fondo                                                                             | 2001 | Shake                                                 | Zucchero, Nuria & Raquel Diaz                                                 | Zucchero, Robyx                                             | versione spagnola di Ahum                                                                                       |
| Hechos de sueños                                                                           | 2016 | Black Cat                                             | Alejandro Sanz                                                                | Zucchero                                                    | versione spagnola di Fatti di sogni, con Alejandro Sanz                                                         |
| Hey Lord                                                                                   | 2016 | Black Cat                                             | Zucchero                                                                      | Zucchero                                                    | |
| Hey Man                                                                                    | 1987 | Blue's                                                | Zucchero, Gino Paoli                                                          | Zucchero                                                    | |
| Hey Man (Sing a Song)                                                                      | 2004 | Zu & Co.                                              | Zucchero, Gino Paoli, F. Musker                                               | Zucchero                                                    | con B.B. King                                                                                                   |
| Hi-De-Ho                                                                                   | 2008 | Live in Italy                                         | Carole King                                                                   | Gerry Goffin                                                | cover |
| High Flyin' Bird                                                                           | 2021 | Discover                                              | Billy Edd Wheeler                                                             | Billy Edd Wheeler                                           | cover |
| Ho visto Nina volare                                                                       | 2001 | Dindondio                                             | Fabrizio De André, Ivano Fossati                                              | Fabrizio De André, Ivano Fossati                            | cover live |
| Ho visto Nina volare                                                                       | 2021 | Discover                                              | Fabrizio De André, Ivano Fossati                                              | Fabrizio De André, Ivano Fossati                            | cover, con Fabrizio De André                                                                                    |
| Human                                                                                      | 2021 | Discover                                              | Rag'n'Bone Man, Nick Monson, Jamie Hartman                                    | Rag'n'Bone Man, Nick Monson, Jamie Hartman                  | cover |
| I Don't Know                                                                               | 1996 | The Best of Zucchero Sugar Fornaciari's Greatest Hits | Zucchero, C. Difford                                                          | Zucchero                                                    | versione inglese di Eppure non t'amo                                                                            |
| If not Tonight                                                                             | 1998 | Bluesugar                                             | E. Bazilian                                                                   | Zucchero, Irene Fornaciari, Alice Fornaciari                | versione inglese di Puro amore                                                                                  |
| I Lay Down                                                                                 | 2001 | Shake                                                 | Zucchero, S. E. Davis                                                         | Zucchero, Luciano Luisi                                     | versione inglese di Ali d'oro, con John Lee Hooker                                                              |
| Imagine                                                                                    | 1991 | Live at the Kremlin                                   | John Lennon                                                                   | John Lennon                                                 | cover live, con Randy Crawford                                                                                  |
| I frati (ovvero l'osteria della felicità)                                                  | 1992 | Miserere                                              | Zucchero                                                                      | Zucchero                                                    | |
| I See a Darkness                                                                           | 2024 | Discover II                                           | Will Oldham                                                                   | Will Oldham                                                 | cover, con Paul Young                                                                                           |
| I'm in Trouble                                                                             | 2001 | Shake                                                 | Zucchero, S. E. Davis                                                         | Zucchero, Robyx                                             | versione inglese di Ahum, anche con Tina Arena                                                                  |
| I tempi cambieranno                                                                        | 1998 | Bluesugar                                             | Zucchero                                                                      | Zucchero                                                    | |
| Il grande Baboomba                                                                         | 2004 | Zu & Co.                                              | Zucchero                                                                      | Zucchero, Mousse T.                                         | con Mousse T.                                                                                                   |
| Il libro dell'amore                                                                        | 2016 | Black Cat                                             | Zucchero                                                                      | Stephin Merritt                                             | cover in italiano di The Book of Love, con i 2Cellos                                                            |
| Il mare impetuoso al tramonto salì sulla Luna e dietro una tendina di stelle...            | 1989 | Oro, incenso e birra                                  | Zucchero                                                                      | Zucchero                                                    | |
| Il pelo nell'uovo                                                                          | 1992 | Miserere                                              | Pasquale Panella                                                              | Zucchero                                                    | |
| Il suono della domenica                                                                    | 2010 | Chocabeck                                             | Zucchero                                                                      | Zucchero                                                    | |
| Il volo                                                                                    | 1995 | Spirito DiVino                                        | Zucchero                                                                      | Zucchero                                                    | |
| Il volo (The Flight)                                                                       | 2004 | Zu & Co.                                              | Zucchero, F. Musker                                                           | Zucchero                                                    | versione inglese de Il volo, con Ronan Keating                                                                  |
| Indaco dagli occhi del cielo                                                               | 2004 | Zu & Co.                                              | Zucchero                                                                      | J. Warren                                                   | cover in italiano di Everybody's Got to Learn Sometime, con Vanessa Carlton & Haylie Ecker                      |
| In the Sky                                                                                 | 2010 | Chocabeck                                             | Zucchero, Brendan O'Brien, T. Douglas                                         | Zucchero                                                    | versione inglese di Spicifrin Boy                                                                               |
| Io vivo (in te)                                                                            | 2005 | Zu & Co.                                              | Bryan Adams, Zucchero                                                         | Bryan Adams, Jim Vallance                                   | cover in italiano di I'm Ready, con Bryan Adams                                                                 |
| Inner City Blues                                                                           | 2024 | Discover II                                           | Marvin Gaye, James Nyx Jr.                                                    | Marvin Gaye, James Nyx Jr.                                  | cover |
| Iruben Me                                                                                  | 1989 | Oro, incenso e birra                                  | Zucchero                                                                      | Zucchero                                                    | |
| It's All Right (La promessa)                                                               | 1992 | Miserere                                              | Zucchero                                                                      | Zucchero                                                    | |
| I Wish You Love                                                                            | 1998 | Bluesugar                                             | Zucchero, P. Buchanan                                                         | Zucchero                                                    | versione inglese di Dopo di noi                                                                                 |
| I Won't Be Lonely Tonight                                                                  | 1996 | The Best of Zucchero Sugar Fornaciari's Greatest Hits | Zucchero, Alberto Salerno, C. Difford                                         | Zucchero                                                    | versione inglese di Menta e rosmarino                                                                           |
| I Won't Let You Down                                                                       | 2007 | All the Best                                          | Ph.D.                                                                         | Ph.D.                                                       | cover |
| Jimmy Jimmy                                                                                | 1985 | Zucchero & The Randy Jackson Band                     | Mogol                                                                         | Zucchero                                                    | |
| Just Breathe                                                                               | 2024 | Discover II                                           | Eddie Vedder                                                                  | Eddie Vedder                                                | cover, anche con Russell Crowe                                                                                  |
| Karma, stai kalma                                                                          | 1998 | Bluesugar                                             | Zucchero                                                                      | Zucchero, Pasquale Panella                                  | con Irene Fornaciari                                                                                            |
| Knockin' on Heaven's Door                                                                  | 2024 | Discover II                                           | Bob Dylan                                                                     | Bob Dylan                                                   | cover |
| L'amore è nell'aria                                                                        | 2006 | Fly                                                   | Zucchero                                                                      | Zucchero, Grant Nicholas                                    | |
| L'anno dell'amore                                                                          | 2016 | Black Cat                                             | Zucchero, D. M. Troiano, H. Sullivan, R. Kenner, P. Glan J., Pasquale Panella | Zucchero, D. M. Troiano, H. Sullivan, R. Kenner, P. Glan J. | |
| La canzone che se ne va                                                                    | 2019 | D.O.C.                                                | Zucchero, Pasquale Panella                                                    | Zucchero, Daniel Vuletic                                    | |
| La tortura della Luna                                                                      | 2016 | Black Cat                                             | Zucchero                                                                      | Zucchero, N. Ruzicka, S. Ioannou                            | |
| L'écho des dimanches                                                                       | 2010 | Chocabeck                                             | Zucchero, Jean-Jacques Goldman                                                | Zucchero                                                    | versione francese de Il suono della domenica, con Patrick Fiori                                                 |
| L'urlo                                                                                     | 1992 | Miserere                                              | Zucchero                                                                      | T. Moss, M. Brown                                           | cover in italiano di Karate                                                                                     |
| Let It Shine                                                                               | 2006 | Fly                                                   | Zucchero                                                                      | Zucchero, Robyx                                             | |
| Libera l'amore                                                                             | 1989 | Oro, incenso e birra                                  | Zucchero                                                                      | Ennio Morricone                                             | |
| Life                                                                                       | 2010 | Chocabeck                                             | Roland Orzabal                                                                | Zucchero                                                    | versione inglese di Un soffio caldo                                                                             |
| Like the Sun (From Out of Nowhere)                                                         | 2004 | Zu & Co.                                              | Zucchero, Gino Paoli                                                          | Zucchero                                                    | versione inglese di Come il sole all'improvviso, con Macy Gray e Jeff Beck                                      |
| Long as I Can See the Light                                                                | 2017 | Wanted (The Best Collection)                          | John Fogerty                                                                  | John Fogerty                                                | cover live |
| Lost Boys Calling                                                                          | 2021 | Discover                                              | Roger Waters                                                                  | Ennio Morricone                                             | cover |
| Lost Scents                                                                                | 2001 | Shake                                                 | Zucchero, Francesco De Gregori, S. E. Davis                                   | Zucchero, Luciano Luisi                                     | versione inglese di Tobia                                                                                       |
| Lotus Flower                                                                               | 2021 | Discover                                              | Zucchero                                                                      | Tomoyasu Hotei                                              | cover, con Tomoyasu Hotei                                                                                       |
| Love Again                                                                                 | 2016 | Black Cat                                             | Zucchero                                                                      | Zucchero                                                    | |
| Love Is All Around                                                                         | 2012 | La sesión cubana                                      | Zucchero, Pasquale Panella                                                    | Zucchero                                                    | |
| Love Is All Around (Still)                                                                 | 2012 | La sesión cubana                                      | Zucchero, Pasquale Panella                                                    | Zucchero                                                    | versione inglese di Love Is All Around                                                                          |
| Luce (tramonti a nord est)                                                                 | 2021 | Discover                                              | Zucchero, Elisa                                                               | Elisa                                                       | cover, con Elisa                                                                                                |
| Madre dolcissima                                                                           | 1989 | Oro, incenso e birra                                  | Zucchero                                                                      | Zucchero                                                    | |
| Mama                                                                                       | 1990 | Zucchero                                              | Zucchero, F. Musker                                                           | Zucchero                                                    | versione inglese di Madre dolcissima                                                                            |
| Mama Get Real                                                                              | 2004 | Zu & Co.                                              | Zucchero, E. Rennals                                                          | Zucchero, Mousse T.                                         | versione inglese di Il grande Baboomba, con Mousse T.                                                           |
| Many Rivers to Cross                                                                       | 1991 | Live at the Kremlin                                   | Jimmy Cliff                                                                   | Jimmy Cliff                                                 | cover live, con Toni Childs                                                                                     |
| Menta e rosmarino                                                                          | 1996 | The Best of Zucchero Sugar Fornaciari's Greatest Hits | Zucchero, Alberto Salerno                                                     | Zucchero                                                    | |
| Menta y romero                                                                             | 1996 | The Best of Zucchero Sugar Fornaciari's Greatest Hits | Zucchero, Alberto Salerno, J. Andreu                                          | Zucchero                                                    | versione spagnola di Menta e rosmarino                                                                          |
| Miserere                                                                                   | 1992 | Miserere                                              | Zucchero                                                                      | Zucchero                                                    | con Luciano Pavarotti                                                                                           |
| Miserere                                                                                   | 1992 | Miserere                                              | Bono                                                                          | Zucchero                                                    | versione inglese del brano omonimo, con Luciano Pavarotti                                                       |
| Miss Mary                                                                                  | 1992 | Miserere                                              | Elvis Costello                                                                | Zucchero                                                    | |
| Moonlight Shadow                                                                           | 2024 | Discover II                                           | Mike Oldfield                                                                 | Mike Oldfield                                               | cover, con Irene Fornaciari                                                                                     |
| More than This                                                                             | 1998 | Bluesugar                                             | P. Buchanan                                                                   | Zucchero                                                    | versione inglese di Arcord                                                                                      |
| Motherless Child                                                                           | 2021 | Discover                                              | Barbecue Bob                                                                  | Barbecue Bob                                                | cover |
| Muoio per te                                                                               | 1999 | Overdose d'amore/The Ballads                          | Zucchero                                                                      | Sting                                                       | cover in italiano di Mad About You, con Sting                                                                   |
| Music in Me                                                                                | 2001 | Shake                                                 | Zucchero                                                                      | Robyx                                                       | |
| My Freedom                                                                                 | 2019 | D.O.C.                                                | Rag'n'Bone Man, Steve Robson, Martin Brammer                                  | Rag'n'Bone Man, Steve Robson, Martin Brammer                | versione inglese di Freedom                                                                                     |
| My Love                                                                                    | 1995 | Spirito DiVino                                        | Zucchero, P. MacDonald, A. Palladino                                          | Zucchero                                                    | versione inglese de Il volo                                                                                     |
| Natural Blues                                                                              | 2021 | Discover                                              | Alan Lomax, Moby, Vera Hall                                                   | Alan Lomax, Moby, Vera Hall                                 | cover, con Mahmood                                                                                              |
| Nel così blu                                                                               | 2006 | Fly                                                   | Zucchero, Pasquale Panella                                                    | Gary Brooker, Keith Reid                                    | cover in italiano di A Salty Dog                                                                                |
| Nella casa c'era                                                                           | 1986 | Rispetto                                              | Alberto Salerno                                                               | Zucchero                                                    | |
| Nella tempesta                                                                             | 2019 | D.O.C.                                                | Zucchero                                                                      | Zucchero                                                    | |
| Nena                                                                                       | 2012 | La sesión cubana                                      | Abel Zarate, Arcelio Garcia, Pablo Tellez                                     | Abel Zarate, Arcelio Garcia, Pablo Tellez                   | cover |
| Never Is a Moment                                                                          | 2012 | La sesión cubana                                      | Jimmy La Fave                                                                 | Jimmy La Fave                                               | cover |
| Nice (Nietzsche) che dice                                                                  | 1989 | Oro, incenso e birra                                  | Zucchero                                                                      | Zucchero                                                    | |
| Niente da perdere                                                                          | 1996 | The Best of Zucchero Sugar Fornaciari's Greatest Hits | Zucchero, Alberto Salerno                                                     | Zucchero                                                    | |
| No More Regrets                                                                            | 1995 | Spirito DiVino                                        | Zucchero, A. Palladino                                                        | Zucchero                                                    | versione inglese di Papà perché                                                                                 |
| No-no (non gli dire no)                                                                    | 1986 | Rispetto                                              | Zucchero                                                                      | Zucchero                                                    | |
| Non aver paura                                                                             | 1983 | Un po' di Zucchero                                    | Zucchero, Luigi Albertelli                                                    | Zucchero                                                    | |
| Non illudermi così                                                                         | 2020 | D.O.C. Deluxe                                         | Tim Hardin, Zucchero, Mimmo Cavallo                                           | Tim Hardin                                                  | cover in italiano di Don’t Make Promises                                                                        |
| Non ti sopporto più                                                                        | 1987 | Blue's                                                | Zucchero                                                                      | Zucchero                                                    | |
| No seré yo                                                                                 | 2001 | Shake                                                 | Zucchero, Pasquale Panella, P. Donés                                          | Zucchero                                                    | versione spagnola di Dindondio                                                                                  |
| Nothing to Lose                                                                            | 1996 | The Best of Zucchero Sugar Fornaciari's Greatest Hits | Zucchero, Alberto Salerno, C. Difford                                         | Zucchero                                                    | versione inglese di Niente da perdere                                                                           |
| Nuovo, meraviglioso amico                                                                  | 1986 | Rispetto                                              | Zucchero                                                                      | Zucchero                                                    | |
| Nuvola                                                                                     | 1983 | Un po' di Zucchero                                    | Zucchero                                                                      | Zucchero                                                    | |
| O.L.S.M.M.                                                                                 | 1995 | Spirito DiVino                                        | Zucchero                                                                      | Zucchero                                                    | |
| Occhi                                                                                      | 2006 | Fly                                                   | Zucchero                                                                      | Zucchero                                                    | |
| Oh, Stevie!                                                                                | 1985 | Zucchero & The Randy Jackson Band                     | Mogol                                                                         | Zucchero                                                    | |
| Old Town Road                                                                              | 2021 | Discover                                              | Lil Nas X, Trent Reznor, Atticus Ross, YoungKio                               | Lil Nas X, Trent Reznor, Atticus Ross, YoungKio             | cover |
| Oltre le rive                                                                              | 2010 | Chocabeck                                             | Zucchero, Pacifico                                                            | Zucchero                                                    | |
| Oro & Blues                                                                                | 2008 | Live in Italy                                         | Zucchero                                                                      | Zucchero                                                    | |
| Overdose (d'amore)                                                                         | 1989 | Oro, incenso e birra                                  | Zucchero                                                                      | Zucchero                                                    | |
| Overdose d'amore 2024                                                                      | 2024 | Discover II                                           | Zucchero                                                                      | Zucchero                                                    | con Salmo |
| Pana                                                                                       | 2012 | La sesión cubana                                      | Abel Zarate, Arcelio Garcia, Pablo Tellez                                     | Abel Zarate, Arcelio Garcia, Pablo Tellez                   | cover, con Bebe                                                                                                 |
| Pane e sale                                                                                | 1995 | Spirito DiVino                                        | Francesco De Gregori                                                          | Zucchero                                                    | |
| Pan salado                                                                                 | 1995 | Spirito DiVino                                        | Francesco De Gregori, C. Toro                                                 | Zucchero                                                    | versione spagnola di Pane e sale                                                                                |
| Papà perché                                                                                | 1995 | Spirito DiVino                                        | Zucchero, Alberto Salerno                                                     | Zucchero                                                    | |
| Papa por que                                                                               | 1995 | Spirito DiVino                                        | Zucchero, Alberto Salerno, F. Pàez                                            | Zucchero                                                    | versione spagnola di Papà perché                                                                                |
| Partigiano reggiano                                                                        | 2016 | Black Cat                                             | Zucchero                                                                      | Zucchero                                                    | |
| Pene                                                                                       | 1992 | Miserere                                              | Zucchero                                                                      | Zucchero                                                    | |
| Per colpa di chi                                                                           | 1995 | Spirito DiVino                                        | Zucchero                                                                      | Zucchero                                                    | |
| Pero no te amo                                                                             | 1996 | The Best of Zucchero Sugar Fornaciari's Greatest Hits | Zucchero, M. Ortiz Martin                                                     | Zucchero                                                    | versione spagnola di Eppure non t'amo                                                                           |
| Per una delusione in più                                                                   | 1985 | Zucchero & The Randy Jackson Band                     | Mogol                                                                         | Zucchero                                                    | |
| Perché sei bella                                                                           | 1983 | Un po' di Zucchero                                    | Zucchero                                                                      | Zucchero                                                    | |
| Pippo                                                                                      | 1987 | Blue's                                                | Zucchero                                                                      | Zucchero                                                    | |
| Pippo (Nasty Guy)                                                                          | 2004 | Zu & Co.                                              | Zucchero                                                                      | Zucchero                                                    | con Tom Jones                                                                                                   |
| Porca l'oca                                                                                | 2001 | Shake                                                 | Zucchero                                                                      | Zucchero                                                    | |
| Por culpa de quién?                                                                        | 1995 | Spirito DiVino                                        | Zucchero, J. Andreu                                                           | Zucchero                                                    | versione spagnola di Per colpa di chi                                                                           |
| Povero Cristo                                                                              | 1992 | Miserere                                              | Zucchero                                                                      | Zucchero                                                    | |
| Pronto                                                                                     | 2006 | Fly                                                   | Zucchero                                                                      | Zucchero                                                    | |
| Pronto (Que bueno està)                                                                    | 2006 | Fly                                                   | Zucchero, A. F. Garcia                                                        | Zucchero                                                    | versione spagnola di Pronto                                                                                     |
| Pure Love                                                                                  | 2004 | Zu & Co.                                              | E. Bazilian                                                                   | Zucchero, Irene Fornaciari, Alice Fornaciari                | versione inglese di Puro amore, con Dolores O'Riordan                                                           |
| Puro amore                                                                                 | 1998 | Bluesugar                                             | Zucchero, Pasquale Panella                                                    | Zucchero, Irene Fornaciari, Alice Fornaciari                | |
| Quale senso abbiamo noi                                                                    | 2013 | Una rosa blanca                                       | Zucchero, Tricarico                                                           | Zucchero                                                    | |
| Quanti anni ho                                                                             | 2006 | Fly                                                   | Zucchero                                                                      | Zucchero, G. Cangogni, M. Marcolini                         | |
| Quasi quasi                                                                                | 1985 | Zucchero & The Randy Jackson Band                     | Mogol                                                                         | Zucchero                                                    | |
| Rapsodia                                                                                   | 2024 | Discover II                                           | Zucchero                                                                      | Zucchero                                                    | cover |
| Ridammi il sole                                                                            | 1992 | Miserere                                              | Zucchero                                                                      | Zucchero                                                    | |
| Rispetto                                                                                   | 1986 | Rispetto                                              | Zucchero                                                                      | Zucchero                                                    | |
| Rossa mela della sera                                                                      | 2001 | Shake                                                 | Zucchero, Pasquale Panella                                                    | Zucchero                                                    | |
| Sabor a ti                                                                                 | 2012 | La sesión cubana                                      | Zucchero                                                                      | Zucchero                                                    | |
| Sailing                                                                                    | 2024 | Discover II                                           | Christopher Cross                                                             | Christopher Cross                                           | cover |
| Sandra                                                                                     | 1983 | Un po' di Zucchero                                    | Zucchero, Luigi Albertelli                                                    | Zucchero                                                    | |
| Sarebbe questo il mondo                                                                    | 2019 | D.O.C.                                                | Zucchero                                                                      | Zucchero                                                    | |
| Scintille                                                                                  | 2001 | Shake                                                 | Zucchero                                                                      | Zucchero                                                    | |
| Se non mi vuoi                                                                             | 2024 | Discover II                                           | Daniela Chiara, Zucchero                                                      | Daniela Chiara, Zucchero                                    | cover, con Oma Jali                                                                                             |
| Send Me an Angel                                                                           | 2017 | Wanted (The Best Collection)                          | Klaus Meine                                                                   | Klaus Meine                                                 | cover, con gli Scorpions                                                                                        |
| Sento le campane                                                                           | 2001 | Shake                                                 | Zucchero                                                                      | Zucchero, Isaac Hayes & Porter                              | |
| Senza rimorso                                                                              | 1995 | Spirito DiVino                                        | Zucchero, Alberto Salerno                                                     | Zucchero                                                    | |
| Senza una donna                                                                            | 1987 | Blue's                                                | Zucchero                                                                      | Zucchero                                                    | |
| Senza una donna                                                                            | 1994 | Diamante                                              | Zucchero, F. Páez                                                             | Zucchero                                                    | versione spagnola del brano omonimo                                                                             |
| Senza una donna (Without a Woman)                                                          | 1991 | Zucchero                                              | Zucchero, F. Musker                                                           | Zucchero                                                    | versione inglese di Senza una donna, anche con Paul Young, anche con Jack Savoretti                             |
| September                                                                                  | 2020 | D.O.C. Deluxe                                         | Zucchero, Sting                                                               | Zucchero, Sting, Rob Mathes                                 | con Sting |
| Set Fire to the Rain                                                                       | 2024 | Discover II                                           | Adele, Fraser T Smith                                                         | Adele, Fraser T Smith                                       | cover |
| Shake                                                                                      | 2001 | Shake                                                 | Zucchero                                                                      | Zucchero                                                    | |
| She's My Baby                                                                              | 1996 | The Best of Zucchero Sugar Fornaciari's Greatest Hits | Zucchero, F. Musker                                                           | Zucchero                                                    | versione inglese di Così celeste                                                                                |
| Shine                                                                                      | 2006 | Fly                                                   | Zucchero                                                                      | Zucchero, Robyx                                             | versione inglese di Let It Shine                                                                                |
| Soldati nella mia città                                                                    | 2010 | Chocabeck                                             | Zucchero                                                                      | Zucchero                                                    | |
| Solo una sana e consapevole libidine salva il giovane dallo stress e dall'Azione Cattolica | 1987 | Blue's                                                | Zucchero                                                                      | Zucchero                                                    | |
| Solo una sana y consabida libido salva al joven del stress y de la Accion Catolica!        | 1994 | Diamante                                              | Zucchero, F. Páez                                                             | Zucchero                                                    | versione spagnola di Solo una sana e consapevole libidine salva il giovane dallo stress e dall'Azione Cattolica |
| Solo,seduto sulla panchina del porto guardo le navi partir...                              | 1986 | Rispetto                                              | Zucchero                                                                      | Zucchero                                                    | |
| Someday                                                                                    | 2019 | D.O.C.                                                | Eg White, Mo Jamil                                                            | Eg White, Mo Jamil                                          | versione inglese di Vittime del Cool                                                                            |
| Someone Else's Tears                                                                       | 2010 | Chocabeck                                             | Bono                                                                          | Zucchero                                                    | versione inglese de Il suono della domenica                                                                     |
| Soul Mama                                                                                  | 2019 | D.O.C.                                                | Zucchero                                                                      | Zucchero                                                    | |
| Sparkling Meadows                                                                          | 2001 | Shake                                                 | Zucchero, S. E. Davis                                                         | Zucchero                                                    | versione inglese di Scintille                                                                                   |
| Speng the Light                                                                            | 2017 | Wanted (The Best Collection)                          | Zucchero                                                                      | Zucchero                                                    | |
| Spicifrin Boy                                                                              | 2010 | Chocabeck                                             | Zucchero                                                                      | Zucchero                                                    | |
| Spirito nel buio                                                                           | 2019 | D.O.C.                                                | Zucchero                                                                      | Zucchero                                                    | |
| Spirit Together                                                                            | 2010 | Chocabeck                                             | Iggy Pop, J. Irvin Dally                                                      | Zucchero                                                    | versione inglese di Chocabeck                                                                                   |
| Stasera se un uomo                                                                         | 1985 | Zucchero & The Randy Jackson Band                     | Mogol                                                                         | Zucchero                                                    | |
| Stiamo insieme                                                                             | 1983 | Un po' di Zucchero                                    | Zucchero                                                                      | Zucchero                                                    | |
| Streets of Surrender (S.O.S.)                                                              | 2016 | Black Cat                                             | Bono, S. Carmody                                                              | Zucchero                                                    | versione inglese di Ci si arrende                                                                               |
| Succede                                                                                    | 2020 | D.O.C. Deluxe                                         | Zucchero                                                                      | Zucchero                                                    | |
| Sympathy                                                                                   | 2008 | Live in Italy                                         | Rare Bird                                                                     | Rare Bird                                                   | cover |
| Tempo al tempo                                                                             | 2019 | D.O.C.                                                | Zucchero, Francesco De Gregori                                                | Zucchero                                                    | |
| Tempo ne avrai                                                                             | 1983 | Un po' di Zucchero                                    | Zucchero, Luigi Albertelli                                                    | Zucchero                                                    | |
| Ten More Days                                                                              | 2016 | Black Cat                                             | Avicii, S. Aldred, Z. Zilesnick                                               | Avicii, S. Aldred, Z. Zilesnick                             | cover |
| Terra incognita                                                                            | 2016 | Black Cat                                             | Zucchero                                                                      | Zucchero                                                    | |
| Testa o croce                                                                              | 2019 | D.O.C.                                                | Zucchero, Davide Van De Sfroos                                                | Zucchero                                                    | |
| The Promise                                                                                | 1992 | Miserere                                              | Zucchero, P. Buchanan                                                         | Zucchero                                                    | versione inglese di It's All Right                                                                              |
| The Scientist                                                                              | 2021 | Discover                                              | Coldplay                                                                      | Coldplay                                                    | cover di The Scientist                                                                                          |
| Thin Air                                                                                   | 1998 | Bluesugar                                             | Zucchero, E. Bazilian                                                         | Zucchero                                                    | versione inglese di Eccetera eccetera                                                                           |
| Ti farò morire                                                                             | 1985 | Zucchero & The Randy Jackson Band                     | Alberto Salerno                                                               | Zucchero                                                    | |
| Ti voglio sposare                                                                          | 2016 | Black Cat                                             | Zucchero                                                                      | Zucchero                                                    | |
| Tobia                                                                                      | 2001 | Shake                                                 | Zucchero, Francesco De Gregori                                                | Zucchero, Luciano Luisi                                     | |
| Too Late                                                                                   | 2010 | Chocabeck                                             | Zucchero, Iggy Pop                                                            | Zucchero                                                    | versione inglese di Alla fine                                                                                   |
| Torno a casa                                                                               | 1986 | Rispetto                                              | Zucchero, Alberto Salerno                                                     | Zucchero                                                    | |
| Tra uomo e donna                                                                           | 1986 | Rispetto                                              | Zucchero                                                                      | Zucchero                                                    | |
| Troppa fedeltà                                                                             | 2006 | Fly                                                   | Zucchero, Jovanotti                                                           | Zucchero                                                    | |
| Tu mi piaci come questa birra                                                              | 1985 | Zucchero & The Randy Jackson Band                     | Alberto Salerno                                                               | Zucchero                                                    | |
| Turn the World Down                                                                        | 2016 | Black Cat                                             | Elvis Costello                                                                | Zucchero                                                    | versione inglese di Love Again                                                                                  |
| Tutti i colori della mia vita                                                              | 2007 | All the Best                                          | Zucchero, Pasquale Panella                                                    | Ph.D.                                                       | cover in italiano di I Won't Let You Down                                                                       |
| Un'altra storia                                                                            | 2017 | Wanted (The Best Collection)                          | Zucchero                                                                      | Zucchero, Robyx                                             | |
| Un kilo                                                                                    | 2006 | Fly                                                   | Zucchero                                                                      | Zucchero                                                    | |
| Un petit coup de main                                                                      | 1996 | The Best of Zucchero Sugar Fornaciari's Greatest Hits | Alberto Salerno, Henry Padovani                                               | Zucchero                                                    | versione francese di Un piccolo aiuto, con Gérard Depardieu                                                     |
| Un piccolo aiuto                                                                           | 1985 | Zucchero & The Randy Jackson Band                     | Alberto Salerno                                                               | Zucchero                                                    | anche con Eric Clapton                                                                                          |
| Un soffio caldo                                                                            | 2010 | Chocabeck                                             | Zucchero, Francesco Guccini                                                   | Zucchero                                                    | |
| Un uovo sodo                                                                               | 2010 | Chocabeck                                             | Zucchero                                                                      | Zucchero                                                    | |
| Un'orgia di anime perse                                                                    | 1992 | Miserere                                              | Zucchero                                                                      | Zucchero                                                    | |
| Una carezza                                                                                | 2008 | Live in Italy                                         | Zucchero                                                                      | Zucchero                                                    | |
| Una come te (Chinatown)                                                                    | 2024 | Discover II                                           | Jack Antonoff, Evan Smith, Zucchero                                           | Jack Antonoff, Evan Smith                                   | cover in italiano di Chinatown                                                                                  |
| Una notte che vola via                                                                     | 1983 | Un po' di Zucchero                                    | Zucchero, Carlo D'Apruzzo                                                     | Zucchero                                                    | |
| Una ragione per vivere                                                                     | 1986 | Rispetto                                              | Zucchero                                                                      | Zucchero                                                    | |
| Va, pensiero                                                                               | 1997 | The Best of Zucchero Sugar Fornaciari's Greatest Hits | Mino Vergnaghi                                                                | Giuseppe Verdi, Luciano Luisi, Zucchero                     | cover di Va, pensiero, anche con Sinéad O'Connor                                                                |
| Vedo nero                                                                                  | 2010 | Chocabeck                                             | Zucchero, Mimmo Cavallo                                                       | Zucchero, Mimmo Cavallo                                     | |
| Venus y Baco                                                                               | 2006 | Fly                                                   | Zucchero, M. C. Torres, R. Pozo Pratz                                         | Zucchero, Robyx                                             | versione spagnola di Bacco perbacco                                                                             |
| Veo negro                                                                                  | 2017 | Wanted (The Best Collection)                          | Zucchero, Mimmo Cavallo, M. Ortiz Martin                                      | Zucchero, Mimmo Cavallo                                     | versione spagnola di Vedo nero                                                                                  |
| Vittime del Cool                                                                           | 2019 | D.O.C.                                                | Zucchero                                                                      | Eg White, Mo Jamil                                          | |
| Voci                                                                                       | 2016 | Black Cat                                             | Zucchero                                                                      | Zucchero, Loney, Dear                                       | |
| Voices                                                                                     | 2016 | Black Cat                                             | Zucchero, S. Diamond                                                          | Zucchero, Loney, Dear                                       | versione inglese di Voci                                                                                        |
| Voodoo Voodoo                                                                              | 1995 | Spirito DiVino                                        | Zucchero                                                                      | Zucchero, Luciano Luisi                                     | |
| Voodoo Voodoo                                                                              | 1995 | Spirito DiVino                                        | Zucchero, P. MacDonald                                                        | Zucchero, Luciano Luisi                                     | versione inglese del brano omonimo                                                                              |
| Wichita Lineman                                                                            | 2020 | D.O.C. Deluxe                                         | Jimmy Webb                                                                    | Jimmy Webb                                                  | cover |
| White Christmas                                                                            | 1999 | Bluesugar                                             | Irving Berlin                                                                 | Irving Berlin                                               | cover |
| Wicked Game                                                                                | 2021 | Discover                                              | Chris Isaak                                                                   | Chris Isaak                                                 | cover |
| With or Without You                                                                        | 2024 | Discover II                                           | U2                                                                            | U2                                                          | cover |
| Wonderful Life                                                                             | 2007 | All the Best                                          | Black                                                                         | Black                                                       | cover di Wonderful Life                                                                                         |
| You Are so Beautiful                                                                       | 2007 | All the Best                                          | Billy Preston                                                                 | Bruce Fisher                                                | cover |
| You've Chosen Me                                                                           | 1990 | Zucchero                                              | Zucchero, F. Musker                                                           | Zucchero                                                    | versione inglese di Hai scelto me                                                                               |
| You Make Me Feel Loved                                                                     | 1998 | Bluesugar                                             | Zucchero                                                                      | Zucchero, L. Rosi, M. Marcolini                             | |
| You Make Me Feel Loved                                                                     | 1998 | Bluesugar                                             | P. Buchanan                                                                   | Zucchero, L. Rosi, M. Marcolini                             | versione inglese del brano omonimo                                                                              |
| You're Losing Me                                                                           | 1990 | Zucchero                                              | Zucchero, F. Musker                                                           | Zucchero                                                    | versione inglese di Iruben me                                                                                   |